# Grand Prix automobile de Hongrie

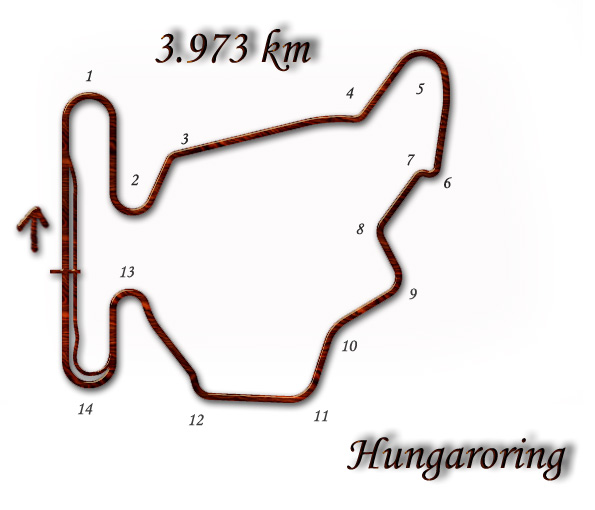
L'ancien tracé de l'Hungaroring

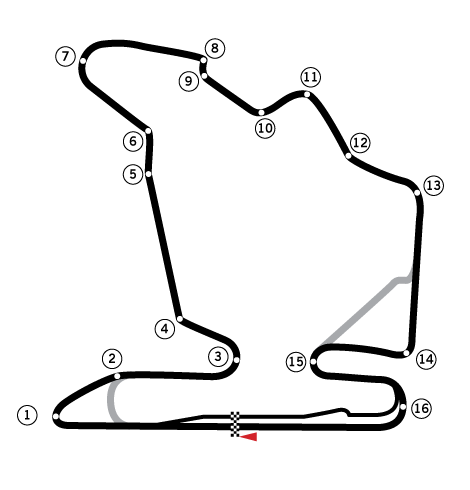
Le tracé actuel de l'Hungaroring.

Le Grand Prix automobile de Hongrie est un événement sportif de course automobile qui compte depuis 1986 pour le championnat du monde de Formule 1 et se dispute sur le Hungaroring, près de Budapest.

## Historique
La première édition du GP de Hongrie a eu lieu en 1936 et fut remportée par l'as italien Tazio Nuvolari, au volant d'une Alfa Romeo. Il a ensuite fallu attendre 50 ans pour que la Hongrie accueille un nouveau Grand Prix. L'événement était de taille car il s'agissait de la première fois que la Formule 1 se produisait au-delà du rideau de fer.
L'épreuve a lieu sur le tracé du Hungaroring, un circuit technique et sinueux souvent décrié en raison des difficultés rencontrées par les pilotes pour y dépasser. Traditionnellement organisée à la mi-août sous une chaleur étouffante, l'épreuve hongroise est l'une des plus éprouvantes pour les machines mais également pour les organismes. Malgré sa mauvaise réputation, le Grand Prix de Hongrie a été le lieu de quelques courses marquantes.

## Faits marquants
- GP de Hongrie 1986 : après un dépassement par l'extérieur en dérapage au bout de la ligne droite des stands, Nelson Piquet sort vainqueur d'une lutte acharnée avec son compatriote Ayrton Senna.
- GP de Hongrie 1988 : Ayrton Senna remporte un duel acharné contre son coéquipier Alain Prost.
- GP de Hongrie 1989 : parti du milieu de la grille, Nigel Mansell, au prix de nombreux dépassements et de manœuvres audacieuses, remporte la victoire.
- GP de Hongrie 1990 : Thierry Boutsen réalise l'unique pole position de sa carrière et mène la course de bout en bout, obtenant le troisième et dernier succès de sa carrière.
- GP de Hongrie 1992 : deuxième derrière Ayrton Senna, Nigel Mansell est sacré champion du monde à cinq Grands Prix du terme de la saison ; jamais un pilote n'avait été titré aussi tôt. Son coéquipier Riccardo Patrese réalise la dernière pole position de sa carrière.
- GP de Hongrie 1993 : première victoire de Damon Hill et dernier podium de Riccardo Patrese.
- GP de Hongrie 1994 : premier podium de Jos Verstappen.
- GP de Hongrie 1996 : l'écurie Williams remporte le titre de champion des constructeurs à quatre Grands Prix de la fin grâce au doublé de ses pilotes Jacques Villeneuve et Damon Hill.
- GP de Hongrie 1997 : au volant de sa modeste Arrows-Yamaha, le champion du monde en titre Damon Hill passe près de l'exploit en dominant la course après l'abandon du leader Heinz-Harald Frentzen. Ralenti par des difficultés techniques, il cède la victoire (qui aurait pu être la première d'Arrows et de Yamaha en Formule 1) à Jacques Villeneuve dans les derniers hectomètres de l'épreuve.
- GP de Hongrie 1998 : Michael Schumacher et son directeur technique Ross Brawn inaugurent une stratégie consistant à observer un ravitaillement de plus que prévu au départ. En alignant des temps extrêmement rapides au volant d'une Ferrari allégée, Schumacher se défait des McLaren.
- GP de Hongrie 2001 : comme pour Nigel Mansell neuf ans plus tôt, le Grand Prix de Hongrie est le théâtre du quatrième titre mondial de Michael Schumacher (le onzième de la Scuderia Ferrari) qui, grâce à sa 51e victoire, égale le record de victoires d'Alain Prost.
- GP de Hongrie 2002 : pour la deuxième fois consécutive, la Scuderia Ferrari s'adjuge le titre constructeurs à quatre Grands Prix de la fin à l'issue d'un doublé de ses pilotes.
- GP de Hongrie 2003 : dominateur de bout en bout, Fernando Alonso remporte sa première victoire et devient le plus jeune vainqueur d'un Grand Prix, battant le record de Bruce McLaren établi en 1959. Il s'agit également du premier succès d'une Renault depuis 20 ans.
- GP de Hongrie 2004 : comme en 2001 et 2002, Ferrari est champion du monde des constructeurs à l'issue d'un doublé alors que cinq Grands Prix restent à courir.
- GP de Hongrie 2006 : la course, perturbée par la pluie, est marquée par de nombreux incidents. Au terme d'un scénario à rebondissements, Jenson Button remporte la première victoire de sa carrière au bout de son 113e Grand Prix. C'est la première victoire d'une Honda depuis 1967. L'Espagnol Pedro de la Rosa monte sur son unique podium. L'écurie BMW Sauber réalise son premier podium en Formule 1.
- GP de Hongrie 2007 : Fernando Alonso, auteur de la pole position, est pénalisé de cinq places pour avoir délibérément gêné son coéquipier Lewis Hamilton lors d'un changement de pneus.
- GP de Hongrie 2008 : dominateur depuis le début de la course, Felipe Massa semble filer vers la victoire quand le moteur de sa Ferrari cède à trois tours de l'arrivée ; la victoire revient au Finlandais Heikki Kovalainen, qui signe son seul succès en Formule 1.
- GP de Hongrie 2009 : En qualifications, alors qu'il roule à pleine vitesse, Felipe Massa est touché au visage par un ressort tombé de la Brawn BGP 001 de Rubens Barrichello avant de taper le mur de pneus à 240 km/h ; il est forfait pour le restant de la saison. Fernando Alonso obtient la première pole position de Renault depuis 2006, mène les premiers tours, mais abandonne après que sa roue a été mal fixée lors de son passage aux stands.
- GP de Hongrie 2010 : les Red Bull de Sebastian Vettel et Mark Webber dominent les qualifications et relèguent la Ferrari de Fernando Alonso à 1,2 seconde. Vettel, qui domine l'épreuve, est pénalisé d'un drive-through pour avoir laissé trop d'écart entre lui et son coéquipier, alors deuxième, lors de la relance. Il termine troisième derrière Webber et Alonso. Panique dans la voie des stands lors de l'intervention de la voiture de sécurité lorsque la roue arrière-droite de la Mercedes de Nico Rosberg se détache lorsque celui-ci est relâché ; Robert Kubica et Adrian Sutil s'accrochent. En fin de course, manœuvre litigieuse de Michael Schumacher qui tasse Rubens Barrichello lorsque celui-ci l'attaque dans la ligne droite des stands.
- GP de Hongrie 2011 : la Renault de Nick Heidfeld prend feu à la sortie des stands après un arrêt trop long. Pour son 200e Grand Prix, Jenson Button remporte la victoire.
- GP de Hongrie 2013 : première victoire de Lewis Hamilton avec Mercedes.
- GP de Hongrie 2014 : la Mercedes de Lewis Hamilton prend feu en qualifications, l'obligeant à partir de la voie des stands. Le dimanche, dans les derniers tours de course, Daniel Ricciardo dépasse Hamilton et Fernando Alonso pour la victoire. Dernier podium d'Alonso chez Ferrari, il faudra attendre 7 ans pour revoir l'espagnol monter sur les marches d'un podium au Grand Prix du Qatar 2021.
- GP de Hongrie 2015 : quelques jours après le décès de Jules Bianchi, les pilotes lui rendent hommage sur la grille de départ. Sebastian Vettel remporte sa quarante-et-unième victoire et rejoint Ayrton Senna au troisième rang des pilotes les plus victorieux en Formule 1. Aussitôt la ligne d'arrivée franchie, le pilote Ferrari dédie sa victoire à Bianchi, qui faisait partie de la Ferrari Driver Academy. Un accrochage en fin de course entre Daniel Ricciardo et Nico Rosberg, en lutte pour la deuxième place, les obligent à repasser par les stands ; Ricciardo termine troisième et Rosberg huitième. Daniil Kvyat monte sur son premier podium.
- GP de Hongrie 2017 : percuté par son coéquipier Max Verstappen, Daniel Ricciardo abandonne dès le premier tour. Mercedes demande à Valtteri Bottas de laisser passer son coéquipier Lewis Hamilton pour tenter d'aller chercher les Ferrari de Sebastian Vettel et Kimi Räikkönen ; n'y parvenant pas, Hamilton rend sportivement sa place à Bottas sur la ligne d'arrivée.
- GP de Hongrie 2018 : en fin de course, Valtteri Bottas, en difficulté, va successivement au contact de Sebastian Vettel et de Daniel Ricciardo lors de leurs tentatives de dépassement sur ce dernier. L'Allemand et l'Australien continuent sans dommages et Bottas est pénalisé de dix secondes.
- GP de Hongrie 2019 : après 93 tentatives, Max Verstappen obtient sa première pole position, la première d'un Néerlandais en Formule 1. Il devient le 100e pilote à réaliser une pole position dans la discipline. En course, Lewis Hamilton prend la tête à trois tours de l'arrivée grâce à une stratégie agressive et remporte sa 7e victoire en Hongrie.
- GP de Hongrie 2020 : Lewis Hamilton égale le record de Michael Schumacher de huit victoires dans le même Grand Prix.
- GP de Hongrie 2021 : Esteban Ocon obtient la première victoire en Grand Prix de sa carrière, au terme d'une course marquée par un drapeau rouge après un incident dès le premier virage, causé en partie par Valtteri Bottas.
- GP de Hongrie 2022 : George Russell signe la première pole position de sa carrière devant les Ferrari. Ce sera la seule de l'année pour Mercedes, une première depuis 2012. Lors de la course, Max Verstappen, s'élançant 10e, fait une remontée jusqu'à la victoire, bénéficiant d'une mauvaise stratégie de Ferrari. Il s'accorde même un 360°, sans conséquence.
- GP de Hongrie 2023 : Première pole position de Lewis Hamilton depuis le Grand Prix d'Arabie saoudite 2021, établissant un nouveau record de pole sur un circuit (9). Max Verstappen le double cependant au premier virage du départ et domine la course de bout en bout. 7e victoire consécutive pour le Néerlandais, et 12e pour son écurie Red Bull, battant le record de McLaren lors de la saison 1988.
- GP de Hongrie 2024 : Oscar Piastri remporte sa première victoire en Grand Prix après que son équipe ait demandé à Lando Norris de le laisser passer à 3 tours du but.

## Palmarès
Les indications sur fond rose indique un Grand Prix ne faisant pas partie du Championnat du Monde de Formule 1
| Année     | Vainqueur          | Voiture             | Circuit     | Résultats   |
| --------- | ------------------ | ------------------- | ----------- | ----------- |
| 1936      | Tazio Nuvolari     | Alfa Romeo          | Népliget    | Résultats   |
| 1937-1985 | non disputé        | non disputé         | non disputé | non disputé |
| 1986      | Nelson Piquet      | Williams-Honda      | Hungaroring | Résultats   |
| 1987      | Nelson Piquet      | Williams-Honda      | Hungaroring | Résultats   |
| 1988      | Ayrton Senna       | McLaren-Honda       | Hungaroring | Résultats   |
| 1989      | Nigel Mansell      | Ferrari             | Hungaroring | Résultats   |
| 1990      | Thierry Boutsen    | Williams-Renault    | Hungaroring | Résultats   |
| 1991      | Ayrton Senna       | McLaren-Honda       | Hungaroring | Résultats   |
| 1992      | Ayrton Senna       | McLaren-Honda       | Hungaroring | Résultats   |
| 1993      | Damon Hill         | Williams-Renault    | Hungaroring | Résultats   |
| 1994      | Michael Schumacher | Benetton-Ford       | Hungaroring | Résultats   |
| 1995      | Damon Hill         | Williams-Renault    | Hungaroring | Résultats   |
| 1996      | Jacques Villeneuve | Williams-Renault    | Hungaroring | Résultats   |
| 1997      | Jacques Villeneuve | Williams-Renault    | Hungaroring | Résultats   |
| 1998      | Michael Schumacher | Ferrari             | Hungaroring | Résultats   |
| 1999      | Mika Häkkinen      | McLaren-Mercedes    | Hungaroring | Résultats   |
| 2000      | Mika Häkkinen      | McLaren-Mercedes    | Hungaroring | Résultats   |
| 2001      | Michael Schumacher | Ferrari             | Hungaroring | Résultats   |
| 2002      | Rubens Barrichello | Ferrari             | Hungaroring | Résultats   |
| 2003      | Fernando Alonso    | Renault             | Hungaroring | Résultats   |
| 2004      | Michael Schumacher | Ferrari             | Hungaroring | Résultats   |
| 2005      | Kimi Räikkönen     | McLaren-Mercedes    | Hungaroring | Résultats   |
| 2006      | Jenson Button      | Honda               | Hungaroring | Résultats   |
| 2007      | Lewis Hamilton     | McLaren-Mercedes    | Hungaroring | Résultats   |
| 2008      | Heikki Kovalainen  | McLaren-Mercedes    | Hungaroring | Résultats   |
| 2009      | Lewis Hamilton     | McLaren-Mercedes    | Hungaroring | Résultats   |
| 2010      | Mark Webber        | Red Bull-Renault    | Hungaroring | Résultats   |
| 2011      | Jenson Button      | McLaren-Mercedes    | Hungaroring | Résultats   |
| 2012      | Lewis Hamilton     | McLaren-Mercedes    | Hungaroring | Résultats   |
| 2013      | Lewis Hamilton     | Mercedes            | Hungaroring | Résultats   |
| 2014      | Daniel Ricciardo   | Red Bull-Renault    | Hungaroring | Résultats   |
| 2015      | Sebastian Vettel   | Ferrari             | Hungaroring | Résultats   |
| 2016      | Lewis Hamilton     | Mercedes            | Hungaroring | Résultats   |
| 2017      | Sebastian Vettel   | Ferrari             | Hungaroring | Résultats   |
| 2018      | Lewis Hamilton     | Mercedes            | Hungaroring | Résultats   |
| 2019      | Lewis Hamilton     | Mercedes            | Hungaroring | Résultats   |
| 2020      | Lewis Hamilton     | Mercedes            | Hungaroring | Résultats   |
| 2021      | Esteban Ocon       | Alpine-Renault      | Hungaroring | Résultats   |
| 2022      | Max Verstappen     | Red Bull            | Hungaroring | Résultats   |
| 2023      | Max Verstappen     | Red Bull-Honda RBPT | Hungaroring | Résultats   |
| 2024      | Oscar Piastri      | McLaren-Mercedes    | Hungaroring | Résultats   |
| 2025      | Lando Norris       | McLaren-Mercedes    | Hungaroring | Résultats   |

### Classement des pilotes par nombre de victoires
| Nombre de victoires | Pilote             | Années                                                  |
| ------------------- | ------------------ | ------------------------------------------------------- |
| 8                   | Lewis Hamilton     | - 2007 - 2009 - 2012 - 2013 - 2016 - 2018 - 2019 - 2020 |
| 4                   | Michael Schumacher | - 1994 - 1998 - 2001 - 2004                             |
| 3                   | Ayrton Senna       | - 1988 - 1991 - 1992                                    |
| 2                   | Nelson Piquet      | - 1986 - 1987                                           |
| 2                   | Damon Hill         | - 1993 - 1995                                           |
| 2                   | Jacques Villeneuve | - 1996 - 1997                                           |
| 2                   | Mika Häkkinen      | - 1999 - 2000                                           |
| 2                   | Jenson Button      | - 2006 - 2011                                           |
| 2                   | Sebastian Vettel   | - 2015 - 2017                                           |
| 2                   | Max Verstappen     | - 2022 - 2023                                           |
| 1                   | Tazio Nuvolari     | 1936                                                    |
| 1                   | Nigel Mansell      | 1989                                                    |
| 1                   | Thierry Boutsen    | 1990                                                    |
| 1                   | Rubens Barrichello | 2002                                                    |
| 1                   | Fernando Alonso    | 2003                                                    |
| 1                   | Kimi Räikkönen     | 2005                                                    |
| 1                   | Heikki Kovalainen  | 2008                                                    |
| 1                   | Mark Webber        | 2010                                                    |
| 1                   | Daniel Ricciardo   | 2014                                                    |
| 1                   | Esteban Ocon       | 2021                                                    |
| 1                   | Oscar Piastri      | 2024                                                    |
| 1                   | Lando Norris       | 2025                                                    |

| Pos. | Nations     | Victoires |
| ---- | ----------- | --------- |
| 1er  | Royaume-Uni | 14        |
| 2e   | Allemagne   | 6         |
| 2e   | Brésil      | 6         |
| 4e   | Finlande    | 4         |
| 5e   | Australie   | 3         |
| 6e   | Canada      | 2         |
| 6e   | Pays-Bas    | 2         |
| 7e   | Italie      | 1         |
| 7e   | Belgique    | 1         |
| 7e   | Espagne     | 1         |
| 7e   | France      | 1         |

### Classement des constructeurs par nombre de victoires
| Nombre de victoires | Écurie         | Années                                                                                     |
| ------------------- | -------------- | ------------------------------------------------------------------------------------------ |
| 13                  | McLaren        | - 1988 - 1991 - 1992 - 1999 - 2000 - 2005 - 2007 - 2008 - 2009 - 2011 - 2012 - 2024 - 2025 |
| 7                   | Williams       | - 1986 - 1987 - 1990 - 1993 - 1995 - 1996 - 1997                                           |
| 7                   | Ferrari        | - 1989 - 1998 - 2001 - 2002 - 2004 - 2015 - 2017                                           |
| 5                   | Mercedes       | - 2013 - 2016 - 2018 - 2019 - 2020                                                         |
| 4                   | Red Bull       | - 2010 - 2014 - 2022 - 2023                                                                |
| 2                   | Renault/Alpine | - 2003 - 2021                                                                              |
| 1                   | Alfa Romeo     | 1936                                                                                       |
| 1                   | Benetton       | 1994                                                                                       |
| 1                   | Honda          | 2006                                                                                       |

| Pos. | Nations     | Victoires |
| ---- | ----------- | --------- |
| 1er  | Royaume-Uni | 21        |
| 2e   | Italie      | 8         |
| 3e   | Allemagne   | 5         |
| 4e   | Autriche    | 4         |
| 5e   | France      | 2         |
| 6e   | Japon       | 1         |

## Record de la piste
Lewis Hamilton : 1 min 13 s 447 (2020, Mercedes )